# Wi Ha-joon
Wi Ha-joon (en Hangul, 위하준; 5 de agosto de 1991) es un actor y modelo surcoreano.

## Biografía
Estudió en la Universidad de Sungkyul, en el departamento de teatro y cine.
El 3 de marzo de 2022, su agencia anunció que había dado positivo a COVID-19, por lo que se encontraba en autoaislamiento y tomando las medidas necesarias de acuerdo con las pautas de las autoridades sanitarias.

## Carrera
Es miembro de la agencia "MSTeam Entertainment".
En 2016 apareció en la serie Goodbye Mr. Black donde interpretó a Ha-joon.
En el 2017 apareció como personaje recurrente en la serie My Golden Life, donde dio vida a Ryu Jae-shin, el exconductor de Choi Seo-hyun (Lee Da-in) y empleado en "Haesung Group".
El 28 de marzo de 2018 se unió al elenco de la película de terror Gonjiam: Haunted Asylum, donde interpretó a Ha-joon, el dueño de un canal de YouTube conocido como "Horror Times", que decide explorar el abandonado Hospital Psiquiátrico Gonjiam, luego de que dos jóvenes desaparecieran misteriosamente.
Ese mismo año se unió al elenco recurrente de la serie Something in the Rain, donde dio vida a Yoon Seung-Ho.
En enero de 2019 se unió al elenco principal de la serie Romance Is a Bonus Book, donde interpretó al encantador pero directo Ji Seo-joon, un diseñador de libros independiente, hasta el final de la serie el 17 de marzo del mismo año.
El 9 de mayo del mismo año apareció en la película Girls Cop donde dio vida al villano Jung Woo-jun.
En septiembre de 2020 se unió al elenco recurrente de la serie 18 Again (también conocida como "Eighteen Again"), donde dio vida a Ye Ji-hoon, un hábil lanzador del equipo de béisbol "Nexen Heroes", que con sus conversaciones suaves y sus buenos modales sirven como apoyo para Jung Da-jung (Kim Ha-neul) mientras enfrenta varios problemas, hasta el final de la serie el 10 de noviembre del mismo año.
En diciembre del mismo año apareció como parte del elenco principal de la película Midnight, donde interpretó a Do-shik, un asesino en serie que ataca a mujeres y hombres indiscriminadamente por la noche en Seúl pero que tiene una imagen cálida y caballerosa durante el día.
El 17 de junio de 2021 apareció en la película Shark: The Beginning, donde dio vida a Jung Do-hyun, un campeón de boxeo que se convierte en mentor de Cha Woo-sol (Kim Min-seok).
El 17 de septiembre del mismo año se unió al elenco principal de la serie Squid Game (también conocida como "Round Six"), donde interpretó al detective Hwang Jun-ho, un hombre que está buscando a su hermano desaparecido. Su interpretación le permitió obtener mayor popularidad internacionalmente.
En diciembre del mismo año se unió al elenco principal de la serie Bad and Crazy, donde interpretó a "K", una de las múltiples personalidades del detective Soo-yeol (Lee Dong-wook). Es una persona que enfrenta la injusticia con los puños.
En 2022 se unirá al elenco de la serie Las hermanas, donde dará vida a Choi Do-il, un hábil consultor con un agudo sentido del juicio y habilidades analíticas excepcionales que se graduó de una prestigiosa universidad en el Reino Unido. La serie es una adaptación de la novela homónima de Louisa May Alcott.
Ese mismo año se unirá al elenco principal de la serie Que Sera Sera, donde dará vida a Kang Tae-joo, el director de la compañía de publicidad. Así como al elenco de la serie K Project (también conocida como "Gyeongseong Creature"), donde interpretará a Kwon Joon-taek, un hombre proveniente de una familia adinerada pero que siente hostilidad hacia su familia pro-japonesa, así como el mejor amigo de Jang Tae-sang.

## Filmografía

### Series de televisión
| Año     | Título                             | Personaje         | Notas                     | Ref.                 |
| ------- | ---------------------------------- | ----------------- | ------------------------- | -------------------- |
| 2016    | Goodbye Mr. Black                  | Ha-joon           |                           |                      |
| 2017    | My Golden Life                     | Ryu Jae-shin      |                           |                      |
| 2018    | Something in the Rain              | Yoon Seung-ho     |                           |                      |
| 2018    | With Coffee                        | Lee Ha-min        | Serie web, 10 episodios   |                      |
| 2018    | Matrimonial Chaos                  | Kim Si-ho         |                           |                      |
| 2019    | Romance Is a Bonus Book            | Ji Seo-joon       | 16 episodios              |                      |
| 2020    | Soul Mechanic                      | Oh Yoo-min        | Ep. 1                     |                      |
| 2020    | 18 Again                           | Ye Ji-hoon        |                           |                      |
| 2021    | Squid Game                         | Det. Hwang Jun-ho | 9 episodios               |                      |
| 2021-22 | Bad and Crazy                      | "K"               | 12 episodios              | [ 21 ] [ 22 ] [ 23 ] |
| 2022    | Las hermanas                       | Choi Do-il        |                           | [ 24 ] [ 25 ]        |
| 2022    | Que Sera, Sera                     | Kang Tae-joo      |                           |                      |
| 2023    | El peor de los males               | Jung Ki-cheol     | Serie web en 12 episodios | [ 26 ]               |
| 2023    | El monstruo de la vieja Seúl       | Kwon Joon-taek    |                           | [ 27 ]               |
| 2024    | El romance de medianoche en hagwon | Lee Joon-ho       |                           | [ 28 ] [ 29 ]        |

### Películas
| Año  | Título                  | Personaje                | Notas                                                                                 | Ref.          |
| ---- | ----------------------- | ------------------------ | ------------------------------------------------------------------------------------- | ------------- |
| 2012 | Peace in Them           | -                        | (corto)                                                                               |               |
| 2015 | Coin Locker Girl        | Young Woo-gon (de joven) | Junto a Kim Hye-soo, Ahn Jae-hong, Uhm Tae-goo, Park Ji-bo, So Sang-seop y Kim Su-an  |               |
| 2015 | Bad Guys Always Die     | Cha Myung-ho             | Junto a Chen Bolin, Son Ye-jin, Shin Hyun-joon, Qiao Zhenyu y Park Chul-min           |               |
| 2016 | Eclipse                 | Jung-tae                 |                                                                                       |               |
| 2017 | Anarchist from Colony   | Joven Coreano en Prisión | Junto a Lee Je-hoon, Choi Hee-seo, Kwon Yul, Kim Jun-han y Min Jin-woong              |               |
| 2017 | The Chase               | Jung-hyuk (de joven)     | Junto a Chun Ho-jin, Jung Sung-il, Jung Yoo-min, Yoon Jin, Jo Hyun-sik y Park Ji-hyun |               |
| 2018 | Gonjiam: Haunted Asylum | Ha-joon                  | Junto a Park Ji-hyun, Oh Ah-yeon, Moon Ye-won, Park Sung-hoon y Yoo Je-yoon           |               |
| 2019 | Miss & Mrs. Cops        | Jung Woo-jun             | Junto a Ra Mi-ran, Lee Sung-kyung, Yoon Sang-hyun, Choi Soo-young y Ahn Jae-hong      | [ 30 ] [ 31 ] |
| 2020 | Midnight                | Do Shik                  | Junto a Kim Hye-yoon, Jin Ki-joo, Park Hoon y Gil Hae-yeon                            | [ 12 ]        |
| 2021 | Shark: The Beginning    | Jung Do-hyun             | Junto a Kim Min-seok, Jung Won-chang y Lee Hyun-wook                                  |               |

### Programas de variedades
| Año  | Título                           | Notas                  |
| ---- | -------------------------------- | ---------------------- |
| 2018 | Island Trio Season 2             | 6 episodios - invitado |
| 2021 | Problem Child in House           | (ep. #134) - invitado  |
| 2021 | Amazing Saturday (DoReMi Market) | invitado               |

### Radio
| Año  | Programa               | Notas                           |
| ---- | ---------------------- | ------------------------------- |
| 2021 | Park Ha-Sun's Cinetown | invitado - junto a Kim Min-seok |

### Anuncios
| Año | Título       | Notas |
| --- | ------------ | ----- |
| -   | Galaxy S8xKT |       |
| -   | Hanhwa       |       |
| -   | McDonald's   |       |
| -   | Chamisle     |       |
| -   | Ole KT       |       |

## Discografía
| Año  | Canción                           | Álbum                           | Notas |
| ---- | --------------------------------- | ------------------------------- | ----- |
| 2018 | Maybe It's Too Late (늦은 거겠지) | OST Pt.2 de "Matrimonial Chaos" |       |

## Premios y nominaciones
| Año  | Premio                         | Categoría                                                | Trabajo                 | Resultado |
| ---- | ------------------------------ | -------------------------------------------------------- | ----------------------- | --------- |
| 2018 | 39th Blue Dragon Film Award    | Mejor actor revelación                                   | Something in the Rain   | Nominado  |
| 2018 | 55th Grand Bell Award          | Mejor actor revelación                                   | Gonjiam: Haunted Asylum | Nominado  |
| 2018 | 11th Korea Drama Award         | Mejor actor revelación                                   | Gonjiam: Haunted Asylum | Nominado  |
| 2019 | 55th Baeksang Arts Award       | Mejor actor revelación                                   | Romance Is a Bonus Book | Nominado  |
| 2022 | 28th Screen Actors Guild Award | Outstanding Performance by an Ensemble in a Drama Series | Squid Game              | Nominados |